# Bãi biển Bắc Mỹ An
Bãi biển Bắc Mỹ An là một bãi tắm ở phường Bắc Mỹ An, Quận Ngũ Hành Sơn, Đà Nẵng. Bãi biển có cát trắng mịn và nước trong xanh với nhiệt độ ít chênh lệch quanh năm. Sau khi có đường ven biển Sơn Trà - Hội An, xung quanh bãi biển này đã có nhiều khu nghỉ mát được xây dựng.